# قلعة لوبم

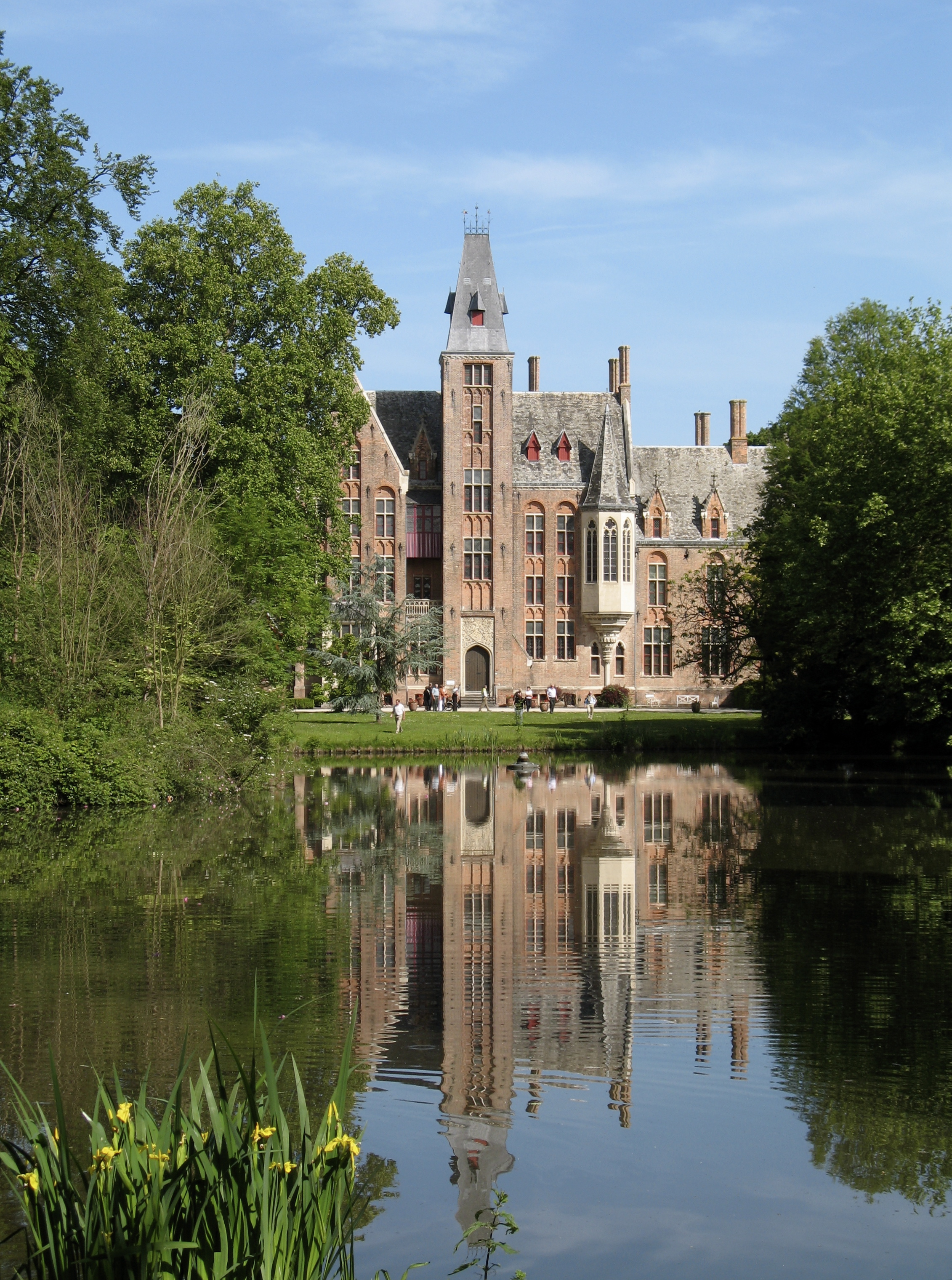
قلعة لوبم

قلعة لوبم (بالهولندية: Kasteel van Loppem) هي قلعة تقع في تقع في لوبم في بلدية زيديلغيم، بالقرب بروج في فلاندرز الغربية، في الإقليم الفلامندي في بلجيكا. بنيت بين الأعوام 1859 - 1862.